# 41e législature du Québec
La 41e législature du Québec est un cycle parlementaire de l'Assemblée nationale du Québec qui s'ouvre le 20 mai 2014 à la suite de l'élection générale du 7 avril précédent. Cette élection donne lieu à la formation d'un gouvernement majoritaire libéral dirigé par Philippe Couillard. Elle est close par la dissolution de l'Assemblée le 23 août 2018.

## Lois marquantes
- Loi concernant les soins de fin de vie, L.Q. 2014, chap. 2 (projet de loi no 52).  Adoptée le 5 juin 2014, sanctionnée le 10 juin 2014 et entrée en vigueur le 10 décembre 2014.
- Loi favorisant la santé financière et la pérennité des régimes de retraite à prestations déterminées du secteur municipal, L.Q. 2014, chap. 15 (projet de loi no 3). Adoptée le 4 décembre 2014, entrée en vigueur le 5 décembre 2014.
- Loi modifiant l’organisation et la gouvernance du réseau de la santé et des services sociaux notamment par l’abolition des agences régionales, L.Q. 2015, chap. 1 (projet de loi no 10). Adoptée le 6 février 2015, entrée en vigueur le 1er avril 2015, sauf exceptions.
- Loi édictant la Loi favorisant l'accès aux services de médecine de famille et de médecine spécialisée et modifiant diverses dispositions législatives en matière de procréation assistée, L.Q. 2015, chap. 25 (projet de loi no 20). Adoptée et entrée en vigueur le 10 novembre 2015.
- Loi modifiant diverses dispositions législatives concernant principalement les services de transport par taxi, L.Q. 2016, chap. 22 (projet de loi no 100). Adoptée et entrée en vigueur le 10 juin 2016.

## Chronologie

### 2014
- 7 avril : 41e élection générale québécoise.
- 17 avril : Assermentation des 70 députés du Parti libéral du Québec.
- 22 avril : Assermentation des 30 députés du Parti québécois et des 22 députés de la Coalition avenir Québec.
- 23 avril : Formation du conseil exécutif du gouvernement Philippe Couillard.
- 2 mai : Assermentation des 3 députés de Québec solidaire.
- 20 mai : Ouverture de la 1re session de la 41e législature. Jacques Chagnon, député de Westmount–Saint-Louis, est réélu par acclamation président de l'Assemblée nationale.
- 21 mai : Discours d'ouverture. Le premier ministre Philippe Couillard promet un redressement des finances publiques.
- 15 août : Démission de Christian Dubé, député de Lévis pour la Coalition avenir Québec.
- 29 septembre : Démission d'Élaine Zakaïb, députée de Richelieu pour le Parti québécois.
- 20 octobre : Élection de François Paradis comme député de Lévis pour la Coalition avenir Québec.

### 2015
- 26 février : démission d'Yves Bolduc, député de Jean-Talon pour le Parti libéral du Québec.
- 9 mars : élection partielle dans Richelieu. Le péquiste Sylvain Rochon est élu.
- 7 avril : démission de Gérard Deltell, député de Chauveau pour la Coalition avenir Québec.
- 15 mai : Pierre Karl Péladeau devient chef du Parti québécois et chef de l'opposition officielle
- 8 juin : élections partielles dans Jean-Talon et Chauveau. Les libéraux Véronyque Tremblay (Chauveau) et Sébastien Proulx (Jean-Talon) sont élus.
- 21 août : démission de Marguerite Blais, députée de Saint-Henri–Sainte-Anne pour le Parti libéral du Québec.
- 24 août : démission de Gilles Ouimet, député de Fabre pour le Parti libéral du Québec.
- 26 août : Sylvie Roy, députée d'Arthabaska, quitte la Coalition avenir Québec et siège comme indépendante.
- 3 septembre : démission de Marjolain Dufour, député de René-Lévesque pour le Parti québécois.
- 15 septembre : reprise des travaux de la chambre après le congé estival. L'Assemblée adopte une motion faisant cesser la pratique britannique des applaudissements entre les interventions[1].
- 22 septembre : démission de Robert Dutil, député de Beauce-Sud pour le Parti libéral du Québec.
- 22 octobre : démission de Stéphane Bédard, député de Chicoutimi pour le Parti québécois.
- 9 novembre : élections partielles. Les libéraux Dominique Anglade, Monique Sauvé et Paul Busque deviennent député de Saint-Henri–Sainte-Anne, Fabre et Beauce-Sud. Le péquiste Martin Ouellet devient député de René-Lévesque.

### 2016
- 28 janvier : Premier grand remaniement ministériel depuis le début de la législature.
- 22 février : Ajustement du remaniement ministériel en raison de problèmes de santé du ministre Pierre Moreau.
- 25 février : Le président de l'Assemblée nationale suspend une séance à la suite de débats animés visant à faire expulser le député libéral Germain Chevarie[2].
- 11 avril : Élection partielle dans Chicoutimi. La péquiste Mireille Jean est élue.
- 2 mai : Démission de Pierre Karl Péladeau, chef de l'opposition officielle, chef du Parti québécois et député de Saint-Jérôme. Sylvain Gaudreault le remplace à titre de chef de l'opposition à partir du 6 mai.
- 14 juin : Démission de Bernard Drainville, député de Marie-Victorin pour le Parti québécois.
- 31 juillet : Décès de Sylvie Roy, députée indépendante d'Arthabaska.
- 19 août : Démission de Jacques Daoust, député de Verdun pour le Parti libéral du Québec.
- 20 octobre: Gerry Sklavounos, député de Laurier-Dorion, est expulsé du caucus libéral à la suite d'allégations d'agression sexuelle.
- 5 décembre: Élections partielles dans Arthabaska, Marie-Victorin, Saint-Jérôme et Verdun. Y sont élus respectivement le caquiste Eric Lefebvre, les péquistes Catherine Fournier et Marc Bourcier, et la libérale Isabelle Melançon. Aussi, à l'âge de 24 ans, Catherine Fournier devient la plus jeune femme députée de l'histoire de l'Assemblée nationale du Québec.

### 2017
- 19 janvier: Françoise David démissionne de son poste de députée de Québec solidaire dans Gouin.
- 24 janvier: Claude Surprenant est exclu du caucus caquiste.
- 25 janvier: Pierre Paradis se retire du Conseil des ministres et, le lendemain, est exclu du caucus libéral.
- 5 février: Martine Ouellet quitte le caucus du Parti québécois pour se lancer dans la course à la direction du Bloc québécois, au palier fédéral.
- 27 février: Séance extraordinaire afin d'adopter une loi spéciale obligeant le retour au travail des juristes de l'État, en grève depuis le 28 octobre. Elle est adoptée le lendemain.
- 27 avril: Sam Hamad démissionne de son poste de député du Parti libéral du Québec dans Louis-Hébert.
- 16 mai: Gaétan Lelièvre, député de Gaspé, est exclu du caucus péquiste.
- 29 mai: Gabriel Nadeau-Dubois est élu dans Gouin lors d'une élection partielle. Il représente Québec solidaire.
- 29 mai: Séance extraordinaire afin d'adopter une loi assurant la reprise des travaux dans l'industrie de la construction ainsi que le règlement des différends pour le renouvellement des conventions collectives.
- 2 octobre: Geneviève Guilbault est élue dans Louis-Hébert lors d'une élection partielle. Elle représente la Coalition avenir Québec.
- 11 octobre: Remaniement ministériel annoncé par le premier ministre Philippe Couillard.
- 18 octobre: Adoption du projet de loi 62, Loi favorisant le respect de la neutralité religieuse de l’État et visant notamment à encadrer les demandes d’accommodements pour un motif religieux dans certains organismes.
- 25 octobre: Guy Ouellette, député libéral de Chomedey , est arrêté par l'Unité permanente anticorruption (UPAC). Le lendemain, il se retire du caucus du Parti libéral, et le 31 octobre il affirme devant la Chambre que les faits qui lui sont reprochés par l'UPAC n'ont aucun fondement.
- 21 novembre: Guy Ouellette réintègre le caucus du Parti libéral.

### 2018
- 17 avril : le député Yves St-Denis se retire du caucus du Parti libéral après des allégations d'inconduite sexuelle[3]
- 15 juin : Ajournement sine die des travaux de l'Assemblée nationale (première session de la 41e législature du Québec)[4].
- 16 août : Pierre Paradis réintègre le caucus du Parti libéral.
- 23 août : Dissolution de la législature et déclenchement d'élections générales[5]. La première session de la 41e législature est la plus longue de l'Assemblée nationale du Québec et la plus longue période continue d'une législature.

## Évolution des députés par parti
|                                    |         |                 |                  |                  |             |        |
| Période                            | Libéral | Parti québécois | Coalition avenir | Québec solidaire | Indépendant | Vacant |
| 7 avril au 14 août 2014            | 70      | 30              | 22               | 3                | -           | -      |
| 15 août au 28 septembre 2014       | 70      | 30              | 21               | 3                | -           | 1      |
| 29 septembre au 19 octobre 2014    | 70      | 29              | 21               | 3                | -           | 2      |
| 20 octobre 2014 au 25 février 2015 | 70      | 29              | 22               | 3                | -           | 1      |
| 26 février au 8 mars 2015          | 69      | 29              | 22               | 3                | -           | 2      |
| 9 mars au 6 avril 2015             | 69      | 30              | 22               | 3                | -           | 1      |
| 7 avril au 7 juin 2015             | 69      | 30              | 21               | 3                | -           | 2      |
| 8 juin au 20 août 2015             | 71      | 30              | 21               | 3                | -           | 0      |
| 21 au 23 août 2015                 | 70      | 30              | 21               | 3                | -           | 1      |
| 24 au 25 août 2015                 | 69      | 30              | 21               | 3                | -           | 2      |
| 26 août au 2 septembre 2015        | 69      | 30              | 20               | 3                | 1           | 2      |
| 3 au 21 septembre 2015             | 69      | 29              | 20               | 3                | 1           | 3      |
| 22 septembre au 21 octobre 2015    | 68      | 29              | 20               | 3                | 1           | 4      |
| 22 octobre au 8 novembre 2015      | 68      | 28              | 20               | 3                | 1           | 5      |
| 9 novembre 2015 au 10 avril 2016   | 71      | 29              | 20               | 3                | 1           | 1      |
| 11 avril au 1er mai 2016           | 71      | 30              | 20               | 3                | 1           | 0      |
| 2 mai au 13 juin 2016              | 71      | 29              | 20               | 3                | 1           | 1      |
| 14 juin au 30 juillet 2016         | 71      | 28              | 20               | 3                | 1           | 2      |
| 31 juillet au 18 août 2016         | 71      | 28              | 20               | 3                | 0           | 3      |
| 19 août au 19 octobre 2016         | 70      | 28              | 20               | 3                | -           | 4      |
| 20 octobre au 4 décembre 2016      | 69      | 28              | 20               | 3                | 1           | 4      |
| 5 décembre 2016 au 18 janvier 2017 | 70      | 30              | 21               | 3                | 1           | 0      |
| 19 au 23 janvier 2017              | 70      | 30              | 21               | 2                | 1           | 1      |
| 24 au 25 janvier 2017              | 70      | 30              | 20               | 2                | 2           | 1      |
| 26 janvier au 5 février 2017       | 69      | 30              | 20               | 2                | 3           | 1      |
| 5 février au 27 avril 2017         | 69      | 29              | 20               | 2                | 4           | 1      |
| 27 avril au 15 mai 2017            | 68      | 29              | 20               | 2                | 4           | 2      |
| 16 au 28 mai 2017                  | 68      | 28              | 20               | 2                | 5           | 2      |
| 29 mai au 1er octobre 2017         | 68      | 28              | 20               | 3                | 5           | 1      |
| 2 au 25 octobre 2017               | 68      | 28              | 21               | 3                | 5           | 0      |
| 26 octobre au 20 novembre 2017     | 67      | 28              | 21               | 3                | 6           | -      |
| 21 novembre 2017 au 16 avril 2018  | 68      | 28              | 21               | 3                | 5           | -      |
| 17 avril au 15 août 2018           | 67      | 28              | 21               | 3                | 6           | -      |
| 16 au 23 août 2018                 | 68      | 28              | 21               | 3                | 5           | -      |

## Sondages
| |
| Évolution des intentions de vote des élections de 2014 à celles de 2018                                         |
| - Coalition avenir Québec - Parti libéral du Québec - Parti québécois - Québec solidaire - Parti vert du Québec |

## Liste des députés
- Les noms gras indiquent que la personne a été membre du conseil des ministres durant la législature.
- Les noms en italique indiquent les personnes qui ont été chefs d'un parti politique durant la législature (Philippe Couillard, Françoise David, Amir Khadir, François Legault, Manon Massé, Gabriel Nadeau-Dubois, Pierre Karl Péladeau et Jean-François Lisée).

|  | Nom                               | Parti                                                      | Circonscription             |
|  | --------------------------------- | ---------------------------------------------------------- | --------------------------- |
|  | Guy Bourgeois                     | Libéral                                                    | Abitibi-Est                 |
|  | François Gendron                  | Parti québécois                                            | Abitibi-Ouest               |
|  | Christine St-Pierre               | Libéral                                                    | Acadie                      |
|  | Lise Thériault                    | Libéral                                                    | Anjou–Louis-Riel            |
|  | Yves St-Denis                     | Libéral (2014-2018) Indépendant (2018)                     | Argenteuil                  |
|  | Sylvie Roy                        | Coalition avenir (2014-2015) Indépendante (2015-2016)      | Arthabaska                  |
|  | Eric Lefebvre                     | Coalition avenir (2016-2018)                               | Arthabaska                  |
|  | André Spénard                     | Coalition avenir                                           | Beauce-Nord                 |
|  | Robert Dutil                      | Libéral                                                    | Beauce-Sud                  |
|  | Paul Busque (2015-2018)           | Libéral                                                    | Beauce-Sud                  |
|  | Guy Leclair                       | Parti québécois                                            | Beauharnois                 |
|  | Dominique Vien                    | Libéral                                                    | Bellechasse                 |
|  | André Villeneuve                  | Parti québécois                                            | Berthier                    |
|  | Claude Cousineau                  | Parti québécois                                            | Bertrand                    |
|  | Mario Laframboise                 | Coalition avenir                                           | Blainville                  |
|  | Sylvain Roy                       | Parti québécois                                            | Bonaventure                 |
|  | Simon Jolin-Barrette              | Coalition avenir                                           | Borduas                     |
|  | Rita de Santis                    | Libéral                                                    | Bourassa-Sauvé              |
|  | Maka Kotto                        | Parti québécois                                            | Bourget                     |
|  | Pierre Paradis                    | Libéral (2014-2017) Indépendant (2017-2018) Libéral (2018) | Brome-Missisquoi            |
|  | Jean-François Roberge             | Coalition avenir                                           | Chambly                     |
|  | Pierre-Michel Auger               | Libéral                                                    | Champlain                   |
|  | Marc Carrière                     | Libéral                                                    | Chapleau                    |
|  | François Blais                    | Libéral                                                    | Charlesbourg                |
|  | Caroline Simard                   | Libéral                                                    | Charlevoix–Côte-de-Beaupré  |
|  | Pierre Moreau                     | Libéral                                                    | Châteauguay                 |
|  | Gérard Deltell (2014-2015)        | Coalition avenir                                           | Chauveau                    |
|  | Véronyque Tremblay (2015-2018)    | Libéral                                                    | Chauveau                    |
|  | Stéphane Bédard (2014-2015)       | Parti québécois                                            | Chicoutimi                  |
|  | Mireille Jean (2016-2018)         | Parti québécois                                            | Chicoutimi                  |
|  | Guy Ouellette                     | Libéral (2014-2017) Indépendant (2017) Libéral (2017-2018) | Chomedey                    |
|  | Marc Picard                       | Coalition avenir                                           | Chutes-de-la-Chaudière      |
|  | Norbert Morin                     | Libéral                                                    | Côte-du-Sud                 |
|  | Marie Montpetit                   | Libéral                                                    | Crémazie                    |
|  | David Birnbaum                    | Libéral                                                    | D'Arcy-McGee                |
|  | Benoit Charette                   | Coalition avenir                                           | Deux-Montagnes              |
|  | Sébastien Schneeberger            | Coalition avenir                                           | Drummond–Bois-Francs        |
|  | Serge Simard                      | Libéral                                                    | Dubuc                       |
|  | Lorraine Richard                  | Parti québécois                                            | Duplessis                   |
|  | Gilles Ouimet (2014-2015)         | Libéral                                                    | Fabre                       |
|  | Monique Sauvé (2015-2018)         | Libéral                                                    | Fabre                       |
|  | Gaétan Lelièvre                   | Parti québécois (2014-2017) Indépendant (2017-2018)        | Gaspé                       |
|  | Stéphanie Vallée                  | Libéral                                                    | Gatineau                    |
|  | Françoise David (2014-2017)       | Québec solidaire                                           | Gouin                       |
|  | Gabriel Nadeau-Dubois (2017-2018) | Québec solidaire                                           | Gouin                       |
|  | François Bonnardel                | Coalition avenir                                           | Granby                      |
|  | Claude Surprenant                 | Coalition avenir (2014-2017) Indépendant (2017-2018)       | Groulx                      |
|  | Carole Poirier                    | Parti québécois                                            | Hochelaga-Maisonneuve       |
|  | Maryse Gaudreault                 | Libéral                                                    | Hull                        |
|  | Stéphane Billette                 | Libéral                                                    | Huntingdon                  |
|  | Claire Samson                     | Coalition avenir                                           | Iberville                   |
|  | Germain Chevarie                  | Libéral                                                    | Îles-de-la-Madeleine        |
|  | Geoffrey Kelley                   | Libéral                                                    | Jacques-Cartier             |
|  | André Drolet                      | Libéral                                                    | Jean-Lesage                 |
|  | Yves Bolduc (2014-2015)           | Libéral                                                    | Jean-Talon                  |
|  | Sébastien Proulx (2015-2018)      | Libéral                                                    | Jean-Talon                  |
|  | Filomena Rotiroti                 | Libéral                                                    | Jeanne-Mance—Viger          |
|  | André Lamontagne                  | Coalition avenir                                           | Johnson                     |
|  | Véronique Hivon                   | Parti québécois                                            | Joliette                    |
|  | Sylvain Gaudreault                | Parti québécois                                            | Jonquière                   |
|  | François Legault                  | Coalition avenir                                           | L'Assomption                |
|  | Éric Caire                        | Coalition avenir                                           | La Peltrie                  |
|  | Gaétan Barrette                   | Libéral                                                    | La Pinière                  |
|  | Richard Merlini                   | Libéral                                                    | La Prairie                  |
|  | Sylvain Pagé                      | Parti québécois                                            | Labelle                     |
|  | Alexandre Cloutier                | Parti québécois                                            | Lac-Saint-Jean              |
|  | Marc Tanguay                      | Libéral                                                    | LaFontaine                  |
|  | Nicole Ménard                     | Libéral                                                    | Laporte                     |
|  | Gerry Sklavounos                  | Libéral (2014-2016) Indépendant (2016-2018)                | Laurier-Dorion              |
|  | Saul Polo                         | Libéral                                                    | Laval-des-Rapides           |
|  | Julie Boulet                      | Libéral                                                    | Laviolette                  |
|  | Christian Dubé (2014)             | Coalition avenir                                           | Lévis                       |
|  | François Paradis (2014-2018)      | Coalition avenir                                           | Lévis                       |
|  | Laurent Lessard                   | Libéral                                                    | Lotbinière-Frontenac        |
|  | Sam Hamad (2014-2017)             | Libéral                                                    | Louis-Hébert                |
|  | Geneviève Guilbault (2017-2018)   | Coalition avenir                                           | Louis-Hébert                |
|  | Robert Poeti                      | Libéral                                                    | Marguerite-Bourgeoys        |
|  | Bernard Drainville (2014-2016)    | Parti québécois                                            | Marie-Victorin              |
|  | Catherine Fournier (2016-2018)    | Parti québécois                                            | Marie-Victorin              |
|  | François Ouimet                   | Libéral                                                    | Marquette                   |
|  | Marc H. Plante                    | Libéral                                                    | Maskinongé                  |
|  | Mathieu Lemay                     | Coalition avenir                                           | Masson                      |
|  | Pascal Bérubé                     | Parti québécois                                            | Matane-Matapédia            |
|  | Ghislain Bolduc                   | Libéral                                                    | Mégantic                    |
|  | Amir Khadir                       | Québec solidaire                                           | Mercier                     |
|  | Francine Charbonneau              | Libéral                                                    | Mille-Îles                  |
|  | Sylvie D'Amours                   | Coalition avenir                                           | Mirabel                     |
|  | Pierre Arcand                     | Libéral                                                    | Mont-Royal                  |
|  | Nathalie Roy                      | Coalition avenir                                           | Montarville                 |
|  | Raymond Bernier                   | Libéral                                                    | Montmorency                 |
|  | Martin Coiteux                    | Libéral                                                    | Nelligan                    |
|  | Donald Martel                     | Coalition avenir                                           | Nicolet-Bécancour           |
|  | Kathleen Weil                     | Libéral                                                    | Notre-Dame-de-Grâce         |
|  | Pierre Reid                       | Libéral                                                    | Orford                      |
|  | Hélène David                      | Libéral                                                    | Outremont                   |
|  | Alexandre Iracà                   | Libéral                                                    | Papineau                    |
|  | Nicole Léger                      | Parti québécois                                            | Pointe-aux-Trembles         |
|  | André Fortin                      | Libéral                                                    | Pontiac                     |
|  | Michel Matte                      | Libéral                                                    | Portneuf                    |
|  | Marjolain Dufour (2014-2015)      | Parti québécois                                            | René-Lévesque               |
|  | Martin Ouellet (2015-2018)        | Parti québécois                                            | René-Lévesque               |
|  | Lise Lavallée                     | Coalition avenir                                           | Repentigny                  |
|  | Élaine Zakaïb (2014)              | Parti québécois                                            | Richelieu                   |
|  | Sylvain Rochon (2015-2018)        | Parti québécois                                            | Richelieu                   |
|  | Karine Vallières                  | Libéral                                                    | Richmond                    |
|  | Harold LeBel                      | Parti québécois                                            | Rimouski                    |
|  | Jean D'Amour                      | Libéral                                                    | Rivière-du-Loup–Témiscouata |
|  | Carlos J. Leitão                  | Libéral                                                    | Robert-Baldwin              |
|  | Philippe Couillard                | Libéral                                                    | Roberval                    |
|  | Jean-François Lisée               | Parti québécois                                            | Rosemont                    |
|  | Nicolas Marceau                   | Parti québécois                                            | Rousseau                    |
|  | Luc Blanchette                    | Libéral                                                    | Rouyn-Noranda—Témiscamingue |
|  | Guy Hardy                         | Libéral                                                    | Saint-François              |
|  | Marguerite Blais (2014-2015)      | Libéral                                                    | Saint-Henri—Sainte-Anne     |
|  | Dominique Anglade (2015-2018)     | Libéral                                                    | Saint-Henri—Sainte-Anne     |
|  | Chantal Soucy                     | Coalition avenir                                           | Saint-Hyacinthe             |
|  | Dave Turcotte                     | Parti québécois                                            | Saint-Jean                  |
|  | Pierre Karl Péladeau (2014-2016)  | Parti québécois                                            | Saint-Jérôme                |
|  | Marc Bourcier (2016-2018)         | Parti québécois                                            | Saint-Jérôme                |
|  | Jean-Marc Fournier                | Libéral                                                    | Saint-Laurent               |
|  | Pierre Giguère                    | Libéral                                                    | Saint-Maurice               |
|  | Manon Massé                       | Québec solidaire                                           | Sainte-Marie—Saint-Jacques  |
|  | Jean Habel                        | Libéral                                                    | Sainte-Rose                 |
|  | Alain Therrien                    | Parti québécois                                            | Sanguinet                   |
|  | Luc Fortin                        | Libéral                                                    | Sherbrooke                  |
|  | Lucie Charlebois                  | Libéral                                                    | Soulanges                   |
|  | Diane Lamarre                     | Parti québécois                                            | Taillon                     |
|  | Agnès Maltais                     | Parti québécois                                            | Taschereau                  |
|  | Mathieu Traversy                  | Parti québécois                                            | Terrebonne                  |
|  | Jean-Denis Girard                 | Libéral                                                    | Trois-Rivières              |
|  | Jean Boucher                      | Libéral                                                    | Ungava                      |
|  | Martine Ouellet                   | Parti québécois (2014-2017) Indépendante (2017-2018)       | Vachon                      |
|  | Patrick Huot                      | Libéral                                                    | Vanier-Les Rivières         |
|  | Marie-Claude Nichols              | Libéral                                                    | Vaudreuil                   |
|  | Stéphane Bergeron                 | Parti québécois                                            | Verchères                   |
|  | Jacques Daoust (2014-2016)        | Libéral                                                    | Verdun                      |
|  | Isabelle Melançon (2016-2018)     | Libéral                                                    | Verdun                      |
|  | David Heurtel                     | Libéral                                                    | Viau                        |
|  | Jean Rousselle                    | Libéral                                                    | Vimont                      |
|  | Jacques Chagnon                   | Libéral                                                    | Westmount—Saint-Louis       |